# Список работ Федора Андреевича Верховцева
Список работ Федора Андреевича Верховцева — содержит перечень работ мастера "золотых и серебренных" дел Ф. А. Верховцева.

## Работы, представленные на выставках
На Первой всероссийской мануфактурной выставке в Москве, в 1831 году, им были представлены работы церковной утвари.
На выставке Российских мануфактурных изделий, в Санкт-Петербурге в 1839 году, им было представлено чеканное вызолоченное Евангелие и образ «Святое семейство».
На выставке российских мануфактурных изделий, в Санкт-Петербурге в 1849 году, им была представлена серебряная доска чеканной работы на переднюю сторону престола с литым и расчеканенным изображением воскресшего Спасителя, за которые мастер получил малую серебряную медаль.
На выставке «Великая выставка промышленных работ всех народов» (1851) в Лондоне, им были представлены — Образ «Снятие со креста Христа Спасителя» на позолоченном фоне, чеканной работы от руки; верхняя серебряная доска на Евангелие чеканной работы от руки в древнем византийском вкусе, на позолоченном фоне, на котором изображены: Распятие Христа Спасителя с предстоящими, вокруг изображены пророки, по углам четыре евангелиста. Общая стоимость работ составила 900 рублей.
На Всемирной выставке (1862) в Лондоне, им были представлены две серебряные доски для ковчегов, с изображениями царей Ивана Грозного и Михаила Фёдоровича. На одном рельефе изображено, как Иван Грозный принимает корону и грамоту от трех духовных лиц. Царь сидит на троне в окружении двух телохранителей в боярских одеждах. На рельфе также вычеканены элементы интерьера, составляющие убранство покоя. Рельеф обрамлен двумя рядами орнаментов, которые выполнены в виде различных видов старинного русского вооружения. Внизу рельефа имелась надпись:
Ковчег для хранения соборной грамоты духовенства православной восточной церкви об утверждении Иоанна IV в сан царя, записей и проч.
На другом рельефе изображено избрание на престол Михаила Федоровича Романова. На рельефе изображен внутренний интерьер Грановитой палаты, который разделен четырьмя колоннами на пять частей. Царь изображен в короне, порфире и со скипетром. С боков его окружают две коленопреклоненные группы со знаменами, из всех сословий. На рельефе более 15 фигур. Длина рельефа 14 вершков, ширина 9 вершков. Внизу рельефа имелась надпись:
Ковчег для хранения грамоты об единогласном избрании на Российский престол царя и самодержца Михаила Федоровича Романова, Юрьевых современной копии и столбца, заключающего переписку о избрании на престол царя Михаила Федоровича

## Работы для храмов и монастырей Санкт-Петербурга

### Церковь Сошествия Святого Духа на Большой Охте[К 1]
Все работы выполнены, по заказу супругов Угрюмовых (Дарьи и Иоанна):
- 15 (27) октября 1844 года — дарохранительница из серебра, весом 24 фунта 48 золотников.
- 3 (15) февраля 1853 года — Евангелие, в котором 20 фунтов серебра, с напрестольным крестом.
- 25 марта (6 апреля) 1854 года выполнены позлащенные святые сосуды с принадлежностями[8].

### Собор Преображения Господня

#### Евангелие
6 (18) февраля 1845 года изготовлен оклад из серебра, для напрестольного Евангелия, по заказу купцов С. В. Васильева и Н. Ф. Фёдорова. Золоченного серебра в Евангелии 60 фунтов. Общая стоимость составила 18.000 рублей.
Евангелие выполнено в александрийском стиле, с двух сторон обложено вызолоченным серебром, все изображения и украшения чеканной работы. На лицевой стороне, по краям, изображены четыре евангелиста. В центре изображено Воскресение Христово в сиянии, украшенное бриллиантами. Победное знамя в руке Спасителя украшено рубинами.

#### Престол
22 марта (3 апреля) 1859 года выполнена, по заказу купеческой дочери М. С. Смирновы, серебряная одежда для престола, весом 10 пудов 4 фунта, стоимостью 18.000 рублей. Длина и ширина престола составили 2 аршина 2 вершка, высота 1,5 аршина. Одежда имеет медальерные, чеканные и резные изображения.
Сверху изображён святой антиминс. Спереди — крест в терновом венце, по сторонам святые — Матрона и Иоанн Златоуст. Над крестом надпись, украшенная бриллиантами. С правой стороны изображено Преображение Господне со святыми — преподобным Симоном, мученицой Вассой. С левой стороны изображено моление о чаше со святыми — великомучеником Георгием и Мариамной. На задней стороне престола изображена Тайная вечеря с изображениями святых — Александра Невского и Марии Магдалины.

#### Плащаница
24 февраля (8 марта) 1865 года изготовлена бронзовая плащаница, стоимостью 5.500 рублей, по заказу купеческой дочери М. С. Смирновы.
Изображение Спасителя находится в бронзовой вызолоченной раме, в углах которой золочённые, из бронзы, головки ангелов. В углах гробницы находятся ангелы, из золочённой бронзы, изображённые во весь рост в дьяконском облачении, которые поддерживают плащаницу. На четырёх сторонах гробницы чеканные, матовые изображения — несение Спасителем креста, снятие со креста. В голове — вызолоченный крест, в ногах — моление о чаше.

### Церковь Смоленской иконы Божией Матери на Смоленском кладбище
В 1848 году выполнил ризу с венцами для иконы «Смоленская» весом 29 фунтов 49 золотников. Риза украшена драгоценными камнями, стразами, жемчугом.

### Церковь Благовещения Пресвятой Богородицы[К 1]
В 1850 году выполнена гробница для плащаницы, украшенная рельефами. Стоимость раки и плащаницы 6.500 рублей.
Изображение плащаницы находится в деревянной раме, которая обложена в серебро и вызолочена. На раме вычеканен тропарь. Гробница поддерживается четырьмя херувимами из позолоченной бронзы, в углах. На серебряных досках чеканной работы изображены — несение креста, положение во гроб. В голове и ногах Спасителя крест с орудиями страстей.

### Церковь великомученика Георгия при Главном штабе
В период подчинения церкви инспекторскому департаменту, при дежурном генерале Катенине, Александре Андреевиче (в период с 1852 по 1856 года), у Верховцева заказаны и выполнены:
- Водосвятная чаша с изображениями крещения иудейского народа и Христа, весом 13 фунтов 66 золотников. Вызолоченная из серебра стоимостью 614 рублей.
- Сосуд для благословения хлебов из серебра, вызолоченный. Вес — 7 фунтов 66 золотников. Стоимостью — 346 рублей.
- в октябре 1852 года, пожертвованы неизвестным, две ризы для икон Спасителя и Божией Матери стоимостью 1.000 рублей и весом 22 фунта.

В 1865 году выполнены, по рисунку, одобренным императрицей, святые сосуды, ценой 350 рублей.

### Церковь Николая Чудотворца в Ильешах
В 1852 году выполнена риза из серебра для иконы святителя Николая Чудотворца, весом 10 фунтов 48 золотников. Стоимость, с камнями и украшениями, составила 527 рублей серебром.
В 1853 году выполнена риза для иконы святой Параскевы. Серебра в ризе 32 фунтов 44 золотников. В венце ризы — три больших драгоценных камня, величиною с полтинник.

### Церковь Успения Пресвятой Богородицы — Спас на Сенной[К 1]
В 1856 году выполнена гробница из серебра весом 7 пудов и стоимостью 14.000 рублей, которая послужила прообразом плащаницы для Исаакиевского собора. Также им были выполнены вызолоченные кресты стоимостью 10.000 рублей; риза, для запрестольной иконы Господа Саваофа, 68 фунтов 40 золотников; ковчежец для хранения мощей.

### Церковь в честь иконы Божией Матери «Всех скорбящих Радосте»
В 1858 году выполнил ризу для иконы «Всех Скорбящих Радость» по рисунку академика Ф. Г. Солнцева. На раме, вокруг ризы, имеется надпись:
В благополучное царствование благочестивейшего Государя императора Александра Николаевича, по благословению Высокопреосвященнейшего Григория, митрополита Новгородского и С.-Петербургского, усердием и приношениями доброхотных жертвователей устроися сия честная риза на св. чудотворную икону Божией Матери "Всех скорбящих радосте", находящуюся в С.-Петербурге во храме того же имени, что за Литейным двором, при настоятеле церкви протоиерее Павле Верецком и иереях: Евграфе Бенескриптове и Александре Долоцком, и церковном старосте купце Михаиле Стречкове. Освящена высокопреосвященнейшим митрополитом при свщеннослужении 3 день августа того же 1858 года. Устроил серебренных и золотых дел мастер купец Ф. А. Верховцев. 84 пробы весу золота в ризе 16 фунтов 30 золотников
Стоимость чеканки доски для иконы и золота для неё, составила 7.830 рублей. Вес золота в ризе составил 16 фунтов 30 золотников. Общая стоимость ризы составила 60.000 рублей. В украшении ризы использовали драгоценные камни — бриллианты, розы, алмазы, сапфиры, жемчуг, изумруды, рубины, гранат, гиацинты, аметисты, бирюзы.

### Собор преподобного Исаакия Далматского

#### Плащаница
Вокруг образа плащаницы рама с рельефными буквами, которыми написано:
Благообразный Иосиф с древа снем пречистое
тело Твое, плащаницею чистою обвив и вонями
в гробе нове покрыв положи
По углам рамы четыре головки херувимов. На двух боковых продольных сторонах раки — чеканные изображения страданий Господа, на поперечных —орудия страданий. На всех четырёх углах коленопреклоненные ангелы чеканной работы. Рака вся сплошь вызолочена. Серебра на неё употреблено 12 пудов 36 фунтов и 52 золотника. Работа обошлась в 20.000 рублей серебром.

#### Церковная утварь
Сосуды с принадлежностями из серебра, которое принесено собору в дар императором Николаем Павловичем, белого цвета, сделаны большого массивного размера. Общий вес — 12 фунтов 8 золотников, а работа стоила 650 руб. серебром.
Из собственного серебра Ф. А. Верховцев выполнил 28 вещей:
- Евангелие большое (1 шт.);
- Евангелие малое (3 шт.);
- Евангелие «требное» (5 шт.);
- Крест кипарисный в позлащенной оправе (1 шт.);
- Кадило древнего рисунка (1 шт.) сделано в виде пятиглавой церкви с чеканными окнами, дверями и т. п. Выполнено по желанию и рисунку митрополита Григория;
- Подсвечник-лампада (1 шт);
- Венцов филигранной работы (2 шт.);
- Венцов чеканной работы (2 шт.);
- Блюдо овальное для умовения ног (1 шт.);
- Рама для выносных икон (2 шт.);
- Блюдо для умовения рук (1 шт.);
- Курган для умовения рук (1 шт.);
- Дикирий (1 шт.);
- Трикирий (1 шт.);
- Потир с лжицой к нему (2 шт.);
- Крест вызолоченый для благословения, чеканной работы (1 шт.)

Все 28 вещей имеют вес 3 пуда, 5 фунтов 9 золотников. Их общая стоимость составила 9,485 рублей.

### Собор Николая Чудотворца в Новой Ладоге[К 1]
В 1859 году выполнена риза с позлащенными венцами для иконы святителя Николая. Находилась на наружной восточной стене.

### Собор Казанской иконы Божией Матери
В 1861 году выполнена риза для иконы Антония и Феодосия Киево-Печерских, иконостаса в левом приделе. Вес ризы 34 фунта 69 золотников. Высота 2,5 аршины, ширина — 1 аршин 5,25 вершков.

#### Риза для иконы Божией Матери «Тихвинская»
22 декабря 1860 года (3 января 1861) выполнил ризу для иконы, которая была перенесена в собор 5 (17) марта 1859 года. Риза выполнена из золота, весом 30 фунтов 39 золотников, с украшением бриллиантами, на пожертвования. Икона имеет размеры — 1 аршин 2 вершка длины, 14 вершков ширины. Внизу иконы имеется надпись:
Златая риза на икону Тихвинской Богоматери устроена в царствование благочестивейшего Государя императора Александра Николаевича при митрополите Новгородском и С.-Петербургском Исидоре, усердным приношением боголюбивых дателей, тщанием соборного притча и старосты Г. И. Руадце, трудами художника Ф. Верховцева 1860 г. декабря 22. Золота 84-й пробы 30 фунтов 39 золотников.

### Собор апостола Андрея Первозванного

#### Облачение для престола
30 ноября (12 декабря) 1861 года выполнил серебряное чеканное облачение для главного престола, из серебра 7 пудов 6 фунтов 9 золотников. Стоимость составила 26.036 рублей 20 копеек.
Облачение престола находилось в футляре из четырёх зеркальных стёкол в серебряных вызолоченных рамах, с гранеными колоннами в углах, и состоит из пяти серебряных вызолоченных через огонь досок, четыре с рельефными и одна гравированным изображениями. На верхней доске выгравировано положение во гроб Спасителя, в рамке с цветами и другими украшениями. На стороне, обращенной к Царским вратам, изображен выпуклый крест, который покрыт стразами, на подножии в таком же стиле. Вокруг крест обвит большим терновым венцом, матовой позолоты, к которому идет сияние от креста, в широких золотых лучах по серебряному мелко гранённому полю. У подножия креста, с обеих сторон, изображены два херувима. На стороне, у Горнего места, изображено воскресение Спасителя в свете, с изображением предстоящих ангелов. С южной стороны престола изображено несение креста Спасителем, в окружении 16 лиц. Вдали изображена Голгофа. С северной стороны изображено моление Спасителя о чаше в Гефсиманском саду. Над молящимся спасителем изображена спускающаяся в свете чаша, а в стороне спящие апостолы. Боковые рельефы престола обрамлены обводами, в каждом из которых находятся изображения святых: на передней части — великомученицы Екатерины, мученицы Агриппины; сзади — Андрея и Василия юродивых; справа — архангела Михаила и Сергея Радонежского; слева — апостола Андрея Первозванного и святителя Николая Чудотворца. Сзади престола имелась надпись:
Сей престол сооружен усердием С.-Петербургских купцов В. Л. Фролова и А. И. Тименкова ноября 30-го дня 1861 года 84 пробы, серебра 7 пудов 6 фунтов 9 золотников, работал мастер Ф. А. Верховцев. Цена сего облачения, деланного мастером Верховцевым, с работой по 88 рублей за фунт, с украшениями креста и с футляром 26,036 рублей 20 копеек.

#### Плащаница
В 1867 году доставлена плащаница, по заказу А. И. Тименкова, работы мастера. Плащаница выполнена в бронзовой золотой раме и изображает Положение Господа во гроб. Вокруг изображения надпись:
Благообразный Иосиф с древа снем пречистое
тело Твое, плащаницею чистою обвив, и благоуханьми
во гробе нове покрыв положи
Плащаница помещается в гробнице, которая длиной 3 аршина, высотой и шириной 1,5 аршина. Состоит из рельефных бронзовых досок с серебренными изображениями на них. На передней доске изображено снятие со креста с 7 лицами: Матери Божией, Марии Магдалины, двух жен, Иосифа Аримафейского, Никодима, Иоанна Богослова. На задней доске изображено несение креста Спасителем с Симоном Киринейским, Богоматерью, Иоанном Богословом, женами, войнами под управлением всадника. На левой части изображен вызолоченный крест на серебренном фоне. С правой стороны изображено моление о чаше, которая изображена в руках нисходящего ангела. Все изображения обрамлены терновыми венцами. Раму поддерживают, с четырёх сторон, фигурные, во весь рост, ангелы.

### Церковь Вознесения Господня на Вознесенском проспекте[К 1]
В 1861 году к престольному празднику Вознесения Господня пожертвованы сосуды с чеканными изображениями и приборами к сосудам, по заказу купца Алимпиева. Вес сосудов 13 фунтов. Также был пожертвован женой протоиерея Варварой Михайловной Духовской большой ковчег, который находился на главном престоле.

### Церковь Божией Матери «Утоли моя печали» при Реальном училище (приюте) принца П. Г. Ольденбургского
В 1861 году выполнены предметы церковной утвари (запрестольный крест). Подарены иконы неизвестной работы, полученные от архиепископа Воронежского и Задонского Иосифа, святителей Митрофана Воронежского и Тихона Задонского.

### Церковь апостолов Петра и Павла в Государственном университете
В 1862 году, при помощи старосты Козлова, выполнены серебряные и вызолоченные ризы для икон — Божией Матери, над горнем местом, и Страданий Спасителя, над жертвенником. Стоимость работ составила 6.500 рублей. Серебра в ризах 110 фунтов.

### Собор святого Спиридона Тримифунтского в Адмиралтействе
В 1863 году выполнен, совместно с Фридрихом Брутцом, оклад с бриллиантами для иконы Спасителя, которая выполнена академиком Ф. Г. Солнцевым. Для  украшения ризы иконы с киотом было использовано серебра в количестве 72 фунта 35 золотников, общей суммой 6340 рублей.

### Церковь Спаса Нерукотворного Образа на Волковском кладбище
В 1865 году выполнена одежда из серебра, на престол, весом 4 пуда. Сверху изображен Антиминс. На боковых частях — крест, моление о чаше, несение креста и Воскресение Христово.

### Церковь Успения Пресвятой Богородицы в Копорье[К 1]
В 1866 году, на пожертвования священника Кудрявцева, выполнена сребропозлащенная риза в 15 фунтов 57 золотников, для храмовой иконы.

### Церковь Смоленской иконы при Военно-Медицинской академии
Выполнена дарохранительница на престол, из серебра, в форме храма, на ореховом подножии, под стеклом. Серебра в ней 18 фунтов 34 золотников. Высота — 14,5 вершков.

### Церковь Пресвятой Троицы, при дворце принца А. П. Ольденбургского
Выполнены предметы церковной утвари, образ Спаса Нерукотворного (копия с образа из домика Петра I).

### Церковь великомученицы Варвары при дворце графа С. Д. Шереметева
Выполнил серебряный ковчег для мощей разных святых, в том числе великомученицы Варвары. В ковчеге в кресте хранились частицы Креста Господня и ризы Богоматери.

### Собор Пресвятой Троицы (утрачен) в Троице-Сергиевой пустыни
Выполнена риза для иконы Сергея Радонежского с частицами мощей преподобного и великомученицы Варвары.

## Работы, которые хранятся в музеях

### Государственный Эрмитаж[21]
| № | Наименование | Время создания | Материал                                                      | Техника                              | Размеры           |
| - | --- | -------------- | ------------------------------------------------------------- | ------------------------------------ | ----------------- |
| 1 | Лампада подвесная на трех цепях с изображением святых Георгия, Иосифа, Зосимы, благоверного князя Александра Невского            | 1863 г.        | серебро, стекло                                               | литье, гравировка, чеканка           | 103х20,5х20,5 см. |
| 2 | Литургический потир | 1857 г.        | серебро, жемчуг, стекло                                       | литье, резьба, чеканка, золочение    | высота 30,5 см.   |
| 3 | Мощехранительница в виде креста, с частицами мощей, полученными князем Константином Николаевичем и княгиней Александрой Иосифной | 1860 г.        | золото, серебро, изумруды, рубины, розы, стекло, бархат, воск | литье, чеканка, шлифовка, гравировка | 44,8х40,6 см      |
| 4 | Литургическая звездица | 1857 г.        | серебро, турмалины, стекло                                    | литье, резьба, чеканка, золочение    | 14,0х15,0 см      |
| 5 | Литургический дискос | 1857 г.        | серебро                                                       | литье, резьба, чеканка, золочение    | 11,0х23,2х23,2 см |

### Государственный Русский музей
Дарохранительница. 1830 г.

### Музей Фаберже[24]
Складень «Благоверный князь Александр Невский, равноапостольная Мария Магдалина, святитель Николай Чудотворец, мученица царица Александра, с образом Богоматери Утоли моя печали, равноапостольным князем Владимиром и святителем Алексием Митрополитом Московским в возглавиях». 1855 г.

### Государственный исторический музей[25]
| № | Наименование                         | Время создания | Материал                                         | Техника                                       | Размеры                     |
| - | ------------------------------------ | -------------- | ------------------------------------------------ | --------------------------------------------- | --------------------------- |
| 1 | Крест напрестольный                  | 1831 г.        | серебро, дерево, перламутр, недрагоценный металл | литье, резьба                                 | 310х165 мм                  |
| 2 | Оклад иконы                          | 1834 г.        | серебро                                          | золочение, чеканка, скань                     | 22,5х17,6 см                |
| 3 | Лампада подвесная                    | до 1864 г.     | серебро                                          | литье, гравировка, чеканка                    | высота 23 см                |
| 4 | Трехсвечник пасхальный               | 1864 г.        | серебро, кварц, стекла                           | литье, чеканка, золочение, гравировка         | 37,5х14 см                  |
| 5 | Кадило                               | 1833-1866 гг.  | серебро, недрагоценный металл                    | скань, зернь, золочение                       | высота 20,5 см              |
| 6 | Потир                                | 1853 г.        | серебро, жемчуг, стекла                          | литье, чеканка, гравировка, золочение         | 30х12,4 см                  |
| 7 | Дарохранительница                    | 1843 г.        | серебро, стекла, недрагоценный металл            | литье, чеканка, гравировка, золочение         | 40,5х34,7х34,7 см           |
| 8 | Кружка                               | 1854 г.        | серебро                                          | литье, чеканка                                | высота 30 см; диаметр 14 см |
| 9 | Оклад с иконы «Казанской Богоматери» | 1838 г.        | серебро                                          | золочение, резьба, чеканка, литье, канфарение | 30,8х26,1 см                |

### Новгородский музей заповедник[26]
| № | Наименование | Время создания  | Материал                                            | Техника                                                                         | Размер                          |
| - | --- | --------------- | --------------------------------------------------- | ------------------------------------------------------------------------------- | ------------------------------- |
| 1 | Крест напрестольный. Распятие. Спас Вседержитель. Богоматерь «Знамение». Херувимы. Евангелист Матфей, избранные святые. | 1848 г.         | серебро, стекло                                     | штамповка, литье, вальцовка, резьба, чеканка, золочение                         | 68х26,3х5,8 см                  |
| 2 | Венец Богоматери | -               | металл недрагоценный, стекло                        | чеканка, золочение, канфарение                                                  | 71х99 см                        |
| 3 | Книга. Евангелие. Оклад. Воскресение, херувимы, Голгофский крест.                                                       | 1822 — 1830 гг. | серебро, бумага                                     | чеканка, штамповка, золочение, печать кириллическая типографская                | 14х21,5х5,5 см                  |
| 4 | Евангелие. Оклад. Тайная вечеря, евангелисты.                                                                           | 1825 — 1833 гг. | серебро, бумага, дерево, бархат                     | печать кириллическая типографская, чеканка, вальцовка, резьба, эмаль, золочение | 53х38х8 см                      |
| 5 | Подлампадник | 1830 г.         | серебро, металл недрагоценный                       | литье, штамповка, вальцовка, золочение, резьба                                  | высота — 17 см, диаметр — 12 см |
| 6 | Оклад иконы «Спас на престоле»                                                                                          | 1843 г.         | серебро, аметист, стекло, металл недрагоценный      | резьба объемная, чеканка, канфарение, золочение                                 | 238х194 см                      |
| 7 | Накладка от царских врат                                                                                                | 1847 г.         | серебро                                             | чеканка, золочение                                                              | 7х100 см                        |
| 8 | Книга. Евангелие. Оклад. София Премудрость Божия; евангелисты — Успение Богородицы.                                     | 1852 — 1857 гг. | серебро, бумага, дерево, шелк, металл недрагоценный | печать кириллическая типографская, чеканка, резьба, канфарение, золочение       | 50х38 см                        |

### Архангельский музей изобразительных искусств
Оклад для иконы «Воскресенье — Сошествие во ад», с праздниками. 1839 г.

### Тульский музей изобразительных искусств государственного учреждения культуры Тульской области «Объединение „Историко-краеведческий и художественный музей“»[28]
Оклад иконы «Богоматерь Знамение с избранными святыми на полях». 1866 г.

### «Псковский государственный объединённый историко-архитектурный и художественный музей-заповедник» государственного бюджетного учреждения культуры «Псково-Изборский объединённый музей-заповедник»[29]
Оклад иконы «София Премудрость Божия». 1846 г.

### Федеральное государственное бюджетное учреждение культуры «Государственный центральный театральный музей имени А. А. Бахрушина»[30]
Портмоне и футляр от него М. С. Щепкина. 1864 г.

### Вологодский музей
Оклад для иконы «Спас Всемилостивый (Обыденный)». 1859 г.

## Работы, представленные в частных собраниях или аукционах

### ООО "АРТ студия «КЕНТАВР»[32]
| № | Наименование                   | Время создания | Материал | Техника                             | Размер     |
| - | ------------------------------ | -------------- | -------- | ----------------------------------- | ---------- |
| 1 | Оклад иконы «Утоли мои печали» | 1836 г.        | серебро  | скань, золочение, драгоценные камни | 33,5х27 см |

### ООО «Серебряный Ряд»[33]
| № | Наименование                                                            | Время создания | Материал                | Техника                        | Размер       | Цена (руб.) |
| - | ----------------------------------------------------------------------- | -------------- | ----------------------- | ------------------------------ | ------------ | ----------- |
| 1 | Оклад иконы «Семь мучеников Херсонских, в предстоянии иконе Богоматери» | 1848 г.        | серебро, золото, стекло | чеканка, гравировка, золочение | 33,5x29,3 см | 2 900 000   |

### Sotheby’s[34]
| № | Наименование    | Время создания | Материал        | Техника   | Размер         | Цена (руб.) |
| - | --------------- | -------------- | --------------- | --------- | -------------- | ----------- |
| 1 | Оклад Евангелия | 1848 г.        | серебро, золото | золочение | высота 53,8 см | 3 368 000   |

### ООО «Аукционный Дом „Гелос“»[35][36]
| № | Наименование                                                                | Время создания | Материал | Техника                         | Размер        | Цена (руб.) |
| - | --------------------------------------------------------------------------- | -------------- | -------- | ------------------------------- | ------------- | ----------- |
| 1 | Оклад Евангелия                                                             | 1847 г.        | серебро  | чеканка, золочение, гравировка  | 42х28,7х12 см | 800 000     |
| 2 | Оклад иконы «Явление пресвятой Богородицы преподобному Сергию Радонежскому» | 1866 г.        | серебро  | чеканка, гравировка, канфарение | 22,5х18 см    | 45 000      |

### Le cabinet «HONORÉ D’URFÉ»[37]
| № | Наименование                         | Время создания | Материал         | Техника | Размер     | Цена (руб.) |
| - | ------------------------------------ | -------------- | ---------------- | ------- | ---------- | ----------- |
| 1 | Оклад иконы святого апостола Варнавы | 1866 г.        | темпера, серебро | чеканка | 31,5х27 см | 724 680     |

### Аукционный дом «Vitber Art&Antiques»[38]
| № | Наименование                             | Время создания | Материал           | Размер        |
| - | ---------------------------------------- | -------------- | ------------------ | ------------- |
| 1 | Оклад иконы Покрова Пресвятой Богородицы | 1856 г.        | серебро, золочение | 31,8х26х3 см. |

## Работы для Почаевской лавры
В 1842 году выполнил заказ графини Анны Алексеевны Орловой-Чесменской, для Почаевской лавры — раку для мощей преподобного Иова Почаевского с принадлежностями для неё — покрывало малинового бархата, серебренная вызолоченная лампада с серебренными цепочками, стаканчик для елея. Рака из серебра 84-й пробы, длиной 2 аршина 11 вершков, шириной 15 вершков, с углублением 10,5 вершков. Изнутри рака и верхняя доска обиты малиновым бархатом, края доски обложены золотым гасом. Весит рака 3 пуда 27 фунтов 69 золотников. Серебренная вызолоченная лампада, принадлежащая раке, имеет вес 4 фунта 12 лотов. С внешней стороны на раке вычеканены следующие изображения — Божией Матери в облаках и преподобного Иова, молящегося во время нашествия турецкой рати; прежней, существовавшей в то время, церкви; явление Божией Матери на скале с оставленным следом стопы; пастух, видевший это явление, и гирлянды.
В период с 1849 по 1860 год, включительно, был прислан серебренный вызолоченный потир с принадлежностями и дискосом, собственной работы.
Выполнил в 1861 году звездообразный, из серебра и золота, киот с камнями и ризу, в 1866 году, для Почаевской чудотворной иконы. Риза выполнена, вместе с ювелиром Фридрихом Шпегас, из чистого золота 82-й пробы в количестве 2 фута 20 золотников. Для изготовления корон и звезд, для ризы, употреблено в общем 177 бриллиантов (одиночные, двойные) весом 6,25 карат (стоимостью 868 рублей) и 330 роз стоимостью 181 рублей 50 копеек. Для украшения самой ризы использовано 885 роз стоимостью 472 рубля 10 копеек и камни — 44 одиночных бриллианта, 10 изумрудов, 31 рубин с общей массой 26,125 каратов и стоимостью 374 рублей 50 копеек. Общая стоимость ризы составляет 3646 рублей 90 копеек. По краям ризы имеется вычеканенная надпись, кем и когда была создана.

## Работы для Коневского Рождество-Богородичного монастыря

### Рака
В 1843 году Ф. А. Верховцев, при содействии настоятеля игумена Амфилохия, будущего святителя Игнатия (Брянчанинова), выполнил новую раку преподобного, которая находилась в соборе соборе Рождества Пресвятой Богородицы и Сретения Господня. Рака находилась под сенью в катафалке, который обтянут красным сукном, на месте захоронения преподобного. Размеры раки — 1,25 в высоту; длину 3 и ширину 1,25 аршина. Вес раки — 4 пуда, 28 фунтов (около 77 килограмм). Из старой раки использовано серебренных украшений весом 36 фунтов 17 золотников. Остальное серебро приобреталось при помощи почетных граждан-купцов: Петра Нестерова, Александра Богданова и купеческого сына Петра Пшеницына, который впоследствии стал рясофорным монахов в монастыре. Стоимость раки оценивается в 22.000 рублей ассигнациями. В настоящее время рака является экспонатом в музее церковного искусства, в Финляндии. Выполнена из серебра, кованной работы, на литых ножках с вычеканенными барельефными работами со всех сторон, из жизни преподобного.
- Рака Арсения Коневского в музее церковного искусства.
- Рака Арсения Коневского в музее церковного искусства.
- Рака Арсения Коневского в музее церковного искусства (вид спереди).
- Рака Арсения Коневского в музее церковного искусства (вид спереди).
- Рака Арсения Коневского в музее церковного искусства (вид сбоку).

Сверху изображен во весь рост в схиме почивающим сам преподобный. На главе его большой позолоченный венец с семью звездами, выполненные из страз. На правой стороне раки изображен умерший Арсений в окружении братии монастыря, из которой один читает Евангелие, а также служение, над гробом, святителя Евфимия, архиепископа Новгородского, который держит в руках Коневскую икону с диаконом, свеченосцем, оплакивающими преподобного мирянами. На левой стороне изображено прибытие преподобного на остров Коневец и моление его перед чудотворной иконой, о указании места будущей обители. Вверху, в левой части раки, изображен благословляющий Спаситель. Также слева, по сторонам, изображены рыболовы тянущие мрежи и два инока, которые избавились, по молитвам преподобного, от потопления на своей ладье, которая находится рядом. В ногах изображено благословение игумена Иоанна, из Афона, на фоне его келлии с распятием, книгой и лампадой; игумен благословляет преподобного иконой на путь в Россию; на заднем плане видны два монаха и деревья. На стороне, у головы, изображены два ангела, которые держат свиток с житием преподобного. Ножек шесть, выполнены из серебра, в виде букетов из ветвей. По верхним углам — четыре чеканных ангела. Около барельефов и по бордюрам раки арабески и ветви.
Сень утверждена на четырёх резных вызолоченных, с базами и капителями, колоннах. Основания колонн украшены золоченными букетами и фестонами, базы и капители — букетами и листьями. Сверху, над изображением преподобного, имеется изображение Пресвятой Троицы.

### Церковная утварь
В 1834 году выполнен оклад для Апостола. На его лицевой стороне изображено Воскресение Спасителя с четырьмя евангелистами по углам, а на задней стороне изображен преподобный Арсений в полный рост молящийся перед иконой Божией Матери "Коневская" и указывающий одной рукой на монастырь.  В настоящее время богослужебная книга вместе с окладом является экспонатом в музее церковного искусства, в Финляндии.
В 1849 году выполнил два потира и два дискоса с принадлежностями, для церкви Арсения Коневского.

## Рака для мощей Симеона Верхотурского
В 1846 году выполнена серебренная рака для мощей святого. Стоимость раки составила 14.573 рубля. В числе жертвователей средств на создание раки были купцы: Павел Александрович Бронников, Аникий и Аким Рязановы, Гавриил Фомич Казанцев, Александр Красильников, Алексей Петрович Подсосов, Тит Зотов. Длина раки составляла 3 аршина, ширина — 1 аршин 4,5 вершка. Для создания раки использовано 10 пудов 8 фунтов серебра.
На крышке раки находилось изображение святого в полный рост. Лицо и руки выполнены живописью, а платье и покрывало из серебра. Венец на голове выполнен также из серебра, с семью аметистовыми камнями и стразами. В двух углах, над головой святого, ангелы, которые держат свиток. Крышка имела открывающуюся часть, по пояс изображения святого, на серебрённой петле. Край крышки дополняют два ряда золочённого фриза, по галтели. Один в стиле рококо, второй в виде лилий. На внутренней стороне откидной части крышки имелись изображения Святого Духа с сиянием и креста. Верхний край раки гладкий отполированный. В углах раки имелись фигуры четырёх херувимов.
На правой стороне раки изображено перенесение мощей святого из села Меркушино в Верхотурье. С левой стороны имелись изображения святого за рыбной ловлей с неводом и молящимся в кедровом лесу на камне. Изображения, с обеих сторон, обрамлены золочённой резьбой с кистями. В стороне раке, у головы святого, изображены ангелы, которые держат клеймо с надписью:
Сии честные мощи св. праведного Симеона, Верхотурского чудотворца, обретены нетленными Верхотурского уезда, в селе Меркушине 1692 года
С другой стороны, в ногах святого, аналогичное изображение с другой надписью:
Сии честные мощи угодника Божия Симеона праведного, Верхотурского чудотворца, перенесены в обитель Верхотурскую в 1704 году, сентября 12 дня, при царе Петре Алексеевиче и настоятеле архимандрите Израиле.
Нижний край раки, как и сами изображения вокруг, обрамлены золоченным фризом. Рака держится на шести сребропозлащенных ножках.

## Работы для Староладожского Никольского монастыря

### Храм во имя святителя Николая
В 1848 году выполнил ризу для иконы святителя Иоанна Златоуста, по левую сторону царских врат. Вес ризы 39 фунтов 58 золотников. Длина — 2 аршина 5 вершков, ширина — 1 аршин 15 вершков.

### Ризница монастыря
Пожертвован в 1855 году, графом Д. Н. Шереметьевым, ковчег серебренный, работы мастера. Длиной 7 вершков, шириной 6 вершков, высотой 14 вершков. Вес составляет 18 фунтов 5 золотников. Представляет собой пятиглавый храм четырёхугольной формы с четырьмя портиками.
В 1855 году выполнены три ризы и стихарь с принадлежностями, облачение на престол из золотой парчи с бархатными крестами малинового цвета.
Также для ризницы монастыря выполнен священный серебренно-золоченный массивный сосуд, весом 7 фунтов 82 золотника.

### Соборная церковь во имя Успения Божией Матери
В 1855 году пожертвовано бронзовое паникадило с 35 шандалами с стеклянным стержнем и хрустальным убором. Длина 3 аршина, диаметр — 2 аршина.

## Работы в соборе святой Софии (Новгород)

#### Ризница
В 1848 году, по просьбе митрополита Антония Новгородского, выполнил новый серебряный оклад для воздвизального креста Новгородского архиепископа Антония (1207—1212). Он предназначался для чина воздвижения в праздник Воздвижения честного и животворящего креста Господня.
Крест имеет шестиконечную форму. Длина его 1 аршин, в средней поперечине 6 вершков. Выполнен из дерева, обложенного басманным и сканным серебром. На средине его часть животворящего креста, крестообразно положенная под стеклом. На верхней части изображён Иисус Христос с предстоящими — Божией Матерью и Иоанном Богословом. В шести клеймах на лицевой стороне расположены чеканные изображения — Знамение Богородицы, двух херувимов, Иоанна Богослова, Господа Вседержителя, два креста. В боках крестах имелись надписи. Одна из них, при переделке креста, заменена на следующую:
Господи помози рабу своему Антонию архиепископу Новгородскому, давшему крест в святой Софии 1212 года; помози и Антонию митрополиту Новгородскому, вновь украсившему крест сей 1848 года
Старый крест был утрачен после реставрации. Сохранился рисунок старого креста, сделанный Ф. Г. Солнцевым:

#### Риза для иконы Божией Матери «Знамения» (Новгородская)
В 1850 году была выполнена новая золотая риза с рукоятью, для иконы «Знамения» (Новгородская), которая, с помощью золотой рамы, соединена со старой ризой, после её починки. Вес всей ризы с рамой составлял 12 фунтов 90 золотников. Драгоценных камней, бриллиантов, жемчуга в ризах:
- в короне — бриллиантов двойной грани (32 шт.), бриллиантов одной грани (601 шт.), роз бриллиантовых (247 шт.), изумрудов (5 шт.), рубинов (9 шт.), сапфиров (5 шт.)
- на поручах Богоматери — бриллиантов двойной грани (12 шт.), бриллиантов одной грани (201 шт.), роз бриллиантовых (17 шт.)
- в 21 звезде — бриллиантов двойной грани (30 шт.), бриллиантов одной грани (243 шт.)
- в звезде на главе Богоматери — бриллиантов двойной грани (12 шт.), бриллиантов одной грани (24 шт.)
- в двух ободах на главе Богоматери — зерен кафимского жемчуга (173 шт.)
- на ожерелье Богоматери и на нарукавниках Спасителя — бриллиантов двойной грани (14 шт.), бриллиантов одной грани (149 шт.), роз бриллиантовых (53 шт.)
- на венце Спасителя — бриллиантов одной грани (195 шт.), алмазов (38 шт.)
- на одежде Спасителя — бриллиантов одной грани (59 шт.), роз бриллиантов (6 шт.)
- на ободах, вокруг Спасителя — бриллиантов одной грани (264 шт.), роз бриллиантов (3 шт.)
- на ожерелье Спасителя — бриллиантов одной грани (85 шт.)
- в словах Спасителя и Богоматери — бриллиантов одной грани (105 шт.)
- под образом — сапфир с изображением Знамения Богоматери и бриллиантов одной грани (36 шт.)
- в трех венцах (с обратной стороны) — изумрудов и яхонтов (26 шт.)

Общее количество драгоценных камней составило:
- бриллиантов — 2.062 шт.
- роз бриллиантов — 326 шт.
- зерен кафимского жемчуга — 173 шт.
- изумрудов и яхонтов — 31 шт.
- рубинов — 9 шт.
- сапфиров — 6 шт.
- алмазов — 38 шт.

На раме имеется надпись:
Сия златая риза с драгоценными украшениями устроена в царствование благочестивейшего Государя императора Николая I самодержца Всероссийского, по благословению преосвященнейшего Никанора митрополита Новгородского и С.-Петербургского в лето от воплощения Бога Слова 1850 года усердием граждан Новгорода в ознаменование благодарения Господу Богу за избавление обдержащия в 1831 и 1848 году болезни.

### Раки

#### Иоанна, архиепископа Новгородского
4 (16) октября 1856 года в Софийском соборе города Новгорода были переложены мощи святого в новую серебренную раку работы мастера.
На верхней доске вычеканено изображение святителя, а по сторонам раки изображения из его жизни: справа  — избавление Новгорода от суздальцев; слева   — крестный ход, который встречает святителя плывущего по Волхову на плоту; в голове раки — святитель в молитве, перед иконой Спасителя; в ногах раки   — конь, который доставил золото и серебро для постройки Благовещенской церкви. Рака весила 6 пудов 11 фунтов 27 золотников.

#### Владимира Ярославовича (Новгородского)
7 (19) сентября 1862 года в Софийском соборе города Новгорода, в присутствии императора Александра II с членами его семьи, во время празднования 1000-летия Руси, были переложены мощи князя, в новом приделе, освященном в честь святого, в новую серебренную раку работы мастера.
На верхней доске раки был изображен князь в полный рост с короной. Руки и лицо отрисованны серебром. Вокруг головы святителя, которая изображена лежащей на подушке, изображены ангелы, а подушка украшена гравированной бахромой с кистями. В углах изображены херувимы, от которых идут вниз раки орнаменты в виде цветов.
На левой стороне раки изображена встреча князя его супругой, сыном и жителями Новгорода после войны с греками. Князь стоит в центре композиции в полном боевом облачении с мантией и без шлема. Его руки простерты к сыну и жене, окружающие его с разных сторон. За фигурой княгини расположена группа новгородцев, которые преподносят князю хлеб с солью. За князем изображены войны, которые участвовали с ним в походе. Один из них держит знамя, другой лошадь князя, третий стережет пленного грека. В рельефе всего около 48 фигур.
На правой стороне изображена закладка Софийского собора. В середине рельефа изображен столб с крестом, который обозначает место будущего собора. Вокруг него изображен строительный инвентарь. У колонны изображен коленопреклоненный зодчий с развернутым в руках планом собора. Слева от столба изображена духовная процессия из духовных лиц с иконами, хоругвями, крестами. Впереди этой группы изображен архиепископ, который освящяет место закладки. Справа от столба изображен князь, который общается с зодчим. За ними находится крестьянин, который несет строительные материалы, княгиня в окружении других женщин и народа. В рельефе более 25 фигур.
В голове раки находится изображение ангелов с щитом, на котором написан тропарь святому. Один из ангелов покрывает шит пальмовой ветвью, а остальные держут его по бокам. Щит обрамлен гирляндами из цветов.
В ногах изображено представление святого. Тело князя лежит на покрове с горностаевыми отворотами. На стене, против гроба, находится вооружение князя с его знаменем и щитом. У ног изображена группа провожающих его новгородцев вместе с овдовевшей княгиней.
Внизу, в подножии раки, имеется надпись кем и когда она была сделана. В раке серебра 4 пуда 28 фунтов 7 золотников.

## Работы для Варлаамо-Хутынского монастыря

### Церковная утварь
20 июня (2 июля) 1854 года в монастырь были доставлены — ковчег, Евангелие, напрестольный крест — работы мастера из серебра 84 пробы. Общая стоимость работ составила около 3 000 рублей, на средства графа Д. Н. Шереметьева.
Ковчег выполнен в виде часовни, стоящей на восьмиугольном пьедестале с таким же количеством белых матовых колонн. Между колоннами находятся фигуры евангелистов, а в центре уменьшенная копия храма гроба Господня, для хранения святых Даров. Вся конструкция покрыта золоченной крышкой в византийском стиле, сверху которой находятся главы с крестами из белых стразов. На ковчеге также имеются резные изображения страданий и смерти Иисуса Христа.
Оклад Евангелия выполнен из золоченного серебра. В верхней части оклада находятся изображение Воскресения Христова, в технике финифть, в окружении четырех евангелистов с херувимами, которые обложены крупными стразами. В нижней части оклада имеются резные изображения страданий и смерти Иисуса Христа.
На большом напрестольном кресте имелось изображение распятия с предстоящими, которое было украшено драгоценными камнями.

### Рака для мощей Варлаама Хутынского
В 1851 году выполнена рака для мощей святого, работы мастера.

## Работы для Тихвинского монастыря

### Крест для ризницы
26 июня (8 июля) 1854 года передан серебренный позлащенный крест для ризницы монастыря. На верхней доске накладные финифтовые образа — Распятия Господня, Господа Саваофа со Святым Духом, Богоматери, Иоанна Богослова и моления о чаше. Внизу глава Адама. Крест украшен стразами. В нижней доске цированные изображения Страстей Господних. У рукоятки вырезана надпись:
В царствование благочестивейшего государя императора Николая I, при преосвященнейшем Никаноре митрополите Новгородском и С.-Петербургском и при настоятеле архимандрите Петре пожертвован сей крест Господень С.-Петербургским купцом Ф. А. и любящим сыном С. Ф. Верховцева. 1854 июня 26 дня.

### Риза для иконы Божией Матери «Старорусская»
В 1854—1855 годах выполнил серебренную вызолоченную ризу для иконы, весом 3 пуда 33 фунта 73 золотника. Риза украшена драгоценными камнями(бриллиантами, бриллиантовыми розами, алмазными искрами, яхонтами, разноцветными стразами с жемчугом). Размеры ризы в длину 3 аршина 12 вершков, в ширину 2 аршина 15 вершков. Внизу ризы в овальном клейме резная надпись:
В царствование благочестивейщего Государя императора Александра Николаевича, по благословению высокопреосвященнейшего Никанора, митрополита Новгородского и С.-Петербургского, устроися сия честная риза на святую чудотворную икону Старорусския Божией Матери, находящейся в Тихвинском первоклассном монастыре, усердием настоятелей архимандритов Павла и Владимира с монастырской братией и приношениями благочестивых жертвователей. Начата в 1854 г. при настоятеле архимандрите Петре, а окончена в 1855 году при настоятеле архимандрите Владимире. Устроил мастер С.-Петербурский купец Федор Андреевич Верховцев.

## Рака для мощей Саввы Крыпецкого
В 1855 году была выполнена рака для мощей святого 84 пробы. Сверху раки изображен святой в схиме в полный рост. Вокруг его головы находился венец, на котором было вырезано имя преподобного. На схиме преподобного изображен крест. В углах крышки раки изображены ангелы. С четырех сторон имелись изображения из жития святого. Со стороны изголовья имелось изображение чуда исцеления Новгородского князя Даниила. Со стороны ног было изображено обретение мощей преподобного монахом монастыря Исаием. С правой стороны было изображение чудо исцеления супруги князя Ярослава. С левой стороны находилось изображение поучения преподобного братии перед своей кончиной. Внизу раки были золоченные чеканные ножки с четырех сторон. Высота раки составляла 1,25 аршин; ширина — 1 аршин 3,5 вершка; длина 2 аршина 15 вершков. Рака весила 133 фунта 12 золотников. Внизу раки имелась надпись:
Сия рака устроена 1855 года в царствование государя императора Александра II  по благословению преосвященейшего Платона, архиепископа Рижского и Литовского, управляющего Псковской епархией при настоятеле обители  игумене Поликарпе. Работал С.-Петербургский купец и мастер Федор Верховцев

## Работы для Спасского собора в городе Нижний Новгород
В 1856 году выполнена серебренная чеканная риза с камнями и киотом 84 пробы, весом 50 футов 65 золотников, для иконы Александра Невского.

## Работы для Спасо-Преображенского мужского монастыря в городе Старая Русса
В феврале 1856 года выполнил оклад для Евангелия 1698 года. Оклад выполнен из чеканного серебра, золочением, с изображением Спасителя, предстоящих и четырёх евангелистов по углам. На обороте средник и четыре наугольника с застежками. Все из серебра с резьбой. Внутри обложено малиновым бархатом.
В марте 1859 года выполнена серебренная вызолоченная риза для иконы Преображения Господня.

## Блюда Петербургского купеческого и мещанского обществ

### Коронация Александра II
26 августа (7 сентября) 1856 года при коронации императора Александра II в Москве в Успенском соборе Кремля, было преподнесено серебренное вызолоченное блюдо, работы Верховцева. В середине блюда, в виде женщины в порфире и русском уборе, изображена Россия. Она бросает одной рукой цветы на жертвенник, другой указывает на восходящее солнце. Вокруг этой композиции надпись:
Да воссиях во днех его правда и множество мира
На бортах блюда идут, от императорского герба, изображения портретов царственных лиц дома Романовых:
- Михаила Федоровича
- Алексея Михайловича
- Петра I
- Екатерины II
- Павла I
- Александра I
- Николая I
- Александра II

На блюде также размещены аллегорические фигуры мещанской промышленности, правосудия, наук, художеств, ремесел и четырёх городов — Москвы, Киева, Новгорода, Санкт-Петербурга. По краям бортов надпись, от кого оно.

### Провозглашение совершеннолетия цесаревича Николая Александровича
8 (20) сентября 1859 года в Зимнем дворце состоялось провозглашение совершеннолетия цесаревича Николая. По этому случаю от Петербургского купеческого и мещанских обществ было преподнесено ему два блюда с солонкой, работы мастера.
Блюдо с солонкой, от купеческого общества, выполнено по рисунку архитектора Горностаева. Блюдо выполнено из золота. На дне его именной вензель, который окружён венком из цветов и плодов и надписью:
От С.-Петербургского купечества
На бортах блюда восемь гербов из эмали. Вверху расположен Российский императорский, внизу династии Романовых, а по бокам великих княжеств и царств из состава империи. Гербы переплетены арабесками и виньетками. Солонка выполнена из золота. Состоит из трёхгранного пьедестала, на гранях которого вычеканены двуглавые орлы, рёбра обрисованы виньеткой. Крышкой служит шлем с распущенными назад волосами.
Блюдо с солонкой, мещанского общества, серебренное позолоченное, выполнено по рисунку архитектора Мерца, в древнеславянском стиле. Блюдо представляет четырёхгранную звезду, на концах которой размещены: вверху — двуглавый орёл, внизу герб Санкт-Петербурга, а по бокам две звезды из эмали с надписями. На одной из них день рождения цесаревича, а на другой день его совершеннолетия. В глубине блюда расположены вензели букв славянского шрифта «Н» и «А» в окружении лавровых и дубовых венков. На блюде надпись:
От С.-Петербургского мещанского общества
Солонка выполнена в виде славянского кубка с крышкой в виде трехгранного орла.

## Рака для мощей преподобного Авраамия Ростовского
В 1857 году Ф. А. Верховцев заключил контракт с монастырем на изготовление новой раки, стараниями епископа Оренбургского и Уральского Антония, бывшего настоятеля монастыря. Рака отличалась красотой и изяществом выполнения малейших деталей и была доставлена в 1860 году в монастырь. Имела размеры в длину — 2 аршина 15 вершков, в высоту — 14,75 вершков. Боковые стенки и крышка раки были серебряными позолоченными, нижняя доска кипарисной. На рельефах раки изображены главные события из жизни преподобного. А именно, с правой стороны изображено сокрушение преподобным Велесова идола, около озера Неро; с левой — успение преподобного. В рельефе, вычеканенном в голове раки, преподобный изображен встречающим апостола Иоанна Богослова, который вручает ему жезл на сокрушение идола. В ногах раки — изображение преподобного с иноком. На крышке вычеканено, по золоту, изображение преподобного в митре и облачении архимандрита, со сложенными на груди руками и закрытыми глазами покоящегося на возглавии. Чеканка одежд имитировала жемчужные украшения, золотое шитье и парчу. На митре преподобного был вычеканен Деисус, на епитрахили чеканные кресты чередовались с изображениями херувимов. Рельефы обрамлены гирляндами, сплетенными из цветов, в виде овала. Углы раки обрамлены тоже гирляндами из цветов, которые соединяют узорчатые ножки основания с верхними частями раки, где изображены херувимы. Сама рака вычеканена из серебра 84 пробы и её вес составляет 4 пуда 11 фунтов 28 золотников. Несмотря на вес доски, она открывается легко, при помощи простого механизма, внутри раки.

## Рака для мощей преподобного Антония Римлянина
В 1858 году была начата и доставлена в монастырь 28 июня (10 июля) 1860 года рака для мощей преподобного с украшениями в стиле «рококо», стоимостью 10.000 рублей. В боках раки изображены события: прибытие преподобного к берегу реки Волхова на камне, встреча с епископом Новгородским Никитой, обретение рыболовами бочки с имуществом преподобного, суд преподобного с рыболовами перед посадником. На верхней золотой доске красками изображён преподобный в полный рост. Вес раки составил 5 пудов 14 фунтов 23 золотника серебром. На нижнем карнизе выполнена надпись:
Начата в 1858 году, в царствование государя императора Александра II, при митрополите С.-Петербургском Григории, настоятеле монастыря архимандрите Никандре, 1860 года.

## Рака для мощей преподобного Антония Сийского
В 1858 году Ф. А. Верховцевым выполнена, на народные пожертвования, и доставлена 27 апреля (9 мая) 1859 года в монастырь, новая чеканная рака для преподобного. На верху раки был изображен сам святой в полный рост, в схиме. Со стороны головы святого вычеканена молитва. В раке 3 пуда 15 фунтов 6 золотников серебра. Рака освящена 7 (19) мая 1859 года, преосвященным Александром, в присутствии губернатора Арандаренко с семейством.

## Работы для Валдайского Иверского монастыря

### Риза для иконы Божией Матери
Выполнена риза с драгоценными камнями для иконы Божией Матери «Иверская», стоимостью 15.600 рублей.

### Рака для мощей чудотворца Иакова Боровичского
В 1858 году, Верховцевым была выполнена новая серебрённая чеканная рака для мощей святого, стоимостью 5.850 рублей, которая установлена в Успенском соборе Иверского монастыря, за левым клиросом, под резным позолоченном балдахином, на возвышении. На верхней части раки, в рельефе, изображён лежащим преподобный. С боков, тоже в рельефе, изображены: собрание народа, смотрящего на явление святых мощей на льдине в водах реки Мсты и перенесение мощей в Боровичскую церковь Святого Духа. В ногах изображено явления святого старейшим боровичским поселянам селения Борович. В голове изображён древний тропарь святому:
Божественною благодатию просветився, и по смерти даруеши исцеление притекающим к тебе, премудре Иакове: темже и мы ныне чтим честных мощей пренесение, веселяще вкупе души и телеса. Тем вси вопием: слава Давшему ти крепость! Слава Венчавшему тя! Слава Действующему тобою всем исцеления!
На нижнем карнизе раки находилась следующая надпись:
В царствование Благочестивейшего Государя Императора Александра Николаевича по благословению Высокопреосвященнейшего Григория митрополита Новгородскаго и Санкт-Петербургского устроися сия рака для честных мощей святого праведного Иакова Боровичскаго, нетленно почивающих в Валдайском Иверском монастыре, при настоятеле архимандрите Лаврентии и при наместнике отце Димитрии с братиею, усердием доброхотных жертвователей в 1858 году устроена Санкт-Петербуржским мастером Федором Андреевым Верховцевым. 84 пробы весу серебра 149 фунтов 5 золотников

## Работы для пустыни преподобного Нила Сорского

### Храм Сретения Господня
В 1859 году пожертвована коллежским советником С. Д. Ворониным дарохранительница на престол в соборный храм Сретения Господня, работы Ф. А. Верховцева. В ней 18 фунтов 80 золотником.

### Рака для мощей преподобного Нила Сорского
В 1862 году Верховцевым была выполнена новая рака, над могилой преподобного. Длина раки — 3 аршина 3 вершка, высота и ширина — 1 аршин 5 вершков. Стоимость составила 3.650 рублей. Поверх дерева рака, с четырёх сторон, имела четыре чеканные изображения — водружение креста преподобным на месте основания будущей обители, пострижение преподобного в монашество, путешествие преподобного ко святым местам и его кончина. Вес всех изображений составлял 1 пуд 10 фунтов 87 золотников. Карнизы верхние и нижние были выполнены из посеребрённой меди. На нижнем карнизе располагалась надпись:
В царствование благочестивейшего Государя императора Александра II и по благословению Высокопреосвященнейшего Исидора, митрополита Новгородского и С.-Петербурского, устроена сия рака для преподобного Нила Сорского чудотворца при настоятеле о. Нектарие, на пожертвованную благотворителями сумму. 1862 года октября 1 дня. Чеканил серебряных дел мастер Федор Верховцев.
В углах раки были расположены четыре бронзовые литые херувимы с украшениями из бронзы с позолотой, в виде гирлянд. Рака стояла на четырёх бронзовых литых ножках невысокого размера и располагалась на основании, возвышенном от церковного помоста на две ступеньки. Крышка раки выполнена из дерева, с образом преподобного во весь рост, в византийском стиле. На образе имелась серебренная чеканная риза с сребропозлащенным венцом с тремя цветными стразовыми ставками. Общий вес ризы — 18 фунтов 66 золотников. Над ракой была устроена резная деревянная сень, в 1865 году, с четырьмя фигурами ангелов, каждая высотой 2,5 аршина. Фигуры были установлены на восьмигранных тумбах, выкрашенных под мрамор с позолоченными карнизами.
В настоящее время сохранились только основание для раки и две фигуры ангелов, из сени для неё, которые находятся в ФГБУК «Кирилло-Белозерский историко-архитектурный и художественный музей-заповедник».

## Работы для Антониево-Дымского монастыря
Выполнен ковчег из серебра, местами вызолочен.

## Рака с сенью для мощей святителя Тихона Задонского
В 1862 году Верховцевым была выполнена рака с сенью для мощей святого, по заключенному контракту 1861 года. В раке — 9 пудов 30 фунтов 53 золотников, в сени — 26 пудов 8 фунтов 43 золотника, что в общем, вместе с ракой, составляет 35 пудов серебра и 1 пуд золота. Вся конструкция состоит из раки, внутреннего гроба, сени. Общая стоимость работ составила 55.922 рублей серебром. Раку можно было увидеть в здании фабрики, до 25 июня (7 июля) 1863 года.

### Рака
На крышке раки, с внешней стороны, выпуклое вычеканенное изображение святителя во весь рост в архиерейском облачении (митра, епитрахиль, омофор, поручи, набедренник, золотые цепи с панагией и крестом). Голова находится на парчевой чеканной подушке, вокруг которой усыпаны матовые золотые цветы по золотой глади. Подушка обшита кованной бахромой. На внутренней стороне крышки изображена Святая Троица на серебренном поле, ярко выполированном золотом. Живописью выполнены только лики ангелов и Бога Отца. Остальные фрагменты изображения (ризы Бога Отца, Дух Святой в виде голубя, сияние, одежды ангелов) выгравированы золотом и серебром. Верхняя крышка украшена четырьмя шестикрылыми серафимами и гирляндами из роз и лилий, которые в виде овала обрамляют рельефы:
- У главы — изображение кончины святителя. На парчевой подушке лежит голова святителя, которую окружают семь скорбящих монахов. На них падает сияние. Фоном служит парчовый серебренный покров.
- С правой стороны — перенесение обретенных мощей с видом монастыря, внутри которого крестный ход 13 (25) августа 1861 года.
- С левой стороны изображено освидетельствование мощей святителя. На рельефе имеются изображения духовенства (Исидора, митрополита С.-Петербургского и Иосифа, архиепископа Воронежского и Задонского), монашествующих.
- В ногах — обретение мощей святителя[80]. На рельефе изображена внутренность каменной пещеры с открытым гробом, который окружают молящие, монашествующие, духовенство.

Во всех рельефах содержатся около 110 человеческих фигур. По сторонам боковых рельефов вычеканены лавровые венки, переплетённые лентами. В венках находятся тропари и хвалебные песнопения святителю. Кругом раки, внизу, надпись:
Сия рака и сень сооружены в 1863 г. для святых мощей святителя и чудотворца Тихона, прославленного в лике святых угодников Божиих 1861 года августа 13 дня, в благословенное и славное царствование  благочестивейшего самодержавнейшего великого государя императора Александра II по архипастырскому благословению высокопреосвященнейшего Иосифа, архиепископа Воронежского и Задонского, попечением настоятеля Богородицкого монастыря архимандрита Дмитрия. Работал Санкт-Петербургский купец золотых и серебренных дел Ф. А. Верховцев. Серебра в раке и внутри гроба весу 9 пудов 30 фунтов 56 золотников
Подножие раки выполняют четыре литых орлана, на спинах которых, держится сама рака.

### Внутренний гроб
Внутренний гроб выполнен из кипариса, внутренность обита серебренными позолоченными листами. На листах изображены 8 картин из жития святителя — беседа с крестьянскими детьми, святителя за работой, семейство Елецкой гражданки Веры со святителем. Каждое изображение обрамлено рамой с розами.

### Сень
Сень состоит из 4 колонн, обитых серебром, которые поддерживают выгнутый вверх навес. Высота сени 8,5 аршина, длина 6 аршин, ширина 3,5 аршина. Высота каждой колонны составляет 5 аршин, состоит из 15 отдельных частей, входящие друг в друга и облегающие внутренние дубовые столбы, скрепленные железными связями. На серебренных подножиях возвышаются постаменты колонн, обложенные со всех сторон серафимами в византийских орнаментах. Венчают колонны капители. На колоннах возносится полог с чеканными серебренными завесами с золотыми кистями и бахромой. Верх сени представляет собой кровлю пятиглавого византийского храма. Внутри сени, сверху, изображено звездное небо с парящим голубем, который изображает Духа Святого. В местах соединения с колоннами изображены серафимы. С внешней стороны сени, с больших сторон, находятся иконы Божией Матери «Владимирская» и «Святая Троица». Иконы прорисованы золотом по серебру и обрамлены рамками.

## Рака для мощей преподобных Вассиана и Ионы
17 (29) марта 1864 года в монастырь была доставлена новая серебренная массивная рака для мощей преподобных Вассиана и Ионы. Вес раки составил 3 пуда 20 фунтов. Стоимость — 5.888 рублей. По сторонам раки находились чеканные изображения кончины и обретения мощей преподобных. На крышке раки изображены краской лики преподобных. Рака устроена на средства доброхотных жертвователей, по благословению епископа Архангельского, Нафанаила, при настоятеле монастыря — игумене Аполлоне.

## Работы для Свято-Троицкого Ипатьевского монастыря
В 1867 году выполнил новую ризу и оклад для иконы Божией Матери «Тихвинская», по заказу архиепископа Платона. Риза и оклад, с венцами, выполнены из серебра 84 пробы, вызолочены, и украшены жемчугом, бриллиантами и другими драгоценными камнями. Общая стоимость ризы с окладом составила 564 рублей 33 копейки. В настоящее время риза с окладом хранится в Москве в Оружейной палате. Сохранилась фотография ризы с окладом на иконе, сделанная в 1911 году С. М. Прокудиным-Горским:

## Работы для Крестовой церкви Вятского архиерейского дома
В первой половине 1868 года, епископом Вятским Апполосом, были пожертвованы — ковчег на престол, Евангелие, лампада для храмовой иконы из серебра. Общая стоимость предметов составила 400 рублей.

## Работы за рубежом

### Церковь имения Сан-Донато
В 1860 году выполнена дарохранительница для церкви имения А. Н. Демидова в Сан-Донато, по рисунку А. М. Горностаева.

### Ново-Нямецкий монастырь (Молдова, Приднестровье)
В 1864 году выполнил копию иконы Божьей Матери «Нямецкой» по другой копии, снятой монахами Нямецкой лавры для нового монастыря. Также была выполнена риза и деревянный оклад. Художник был так поражен красотою лика с серебряной ризой и позолоченными венками, что сказал настоятелю монастыря:
Знайте, отец Феофан, что она довершит постройку нового Нямецкаго монастыря. Я почти не могу верить, что мои руки работали этот благодатный лик
С одной стороны иконы изображена Богоматерь с младенцем, а с другой стороны изображён Георгий Победоносец поражающий змея. 10 (22) октября 1864 года список был доставлен в монастырь на теплоходе, который прошел из Санкт-Петербурга, с остановкой в Одессе, через Балтийское, Средиземное, Мраморное, Чёрное моря. По описи монастыря 1940 года стоимость иконы составила 140.000 рублей.

### Церковь святителя Николая в Куопио (Финляндия)
В 1867 годы выполнен крест напрестольный серебренный, вызолоченный чёрным золотом, по заказу дочери коллежского регистратора Зои Никитиной. Цена креста с футляром 175 рублей серебром.

## Комментарии
1. ↑  До революции находился в домовой церкви Мраморного дворца, затем передан в Российский этнографический музей. В настоящее время экспонируется в домовой церкви Зимнего дворца.

1. 1 2 3 4 5 6  утрачен